# Love in the Villa - Innamorarsi a Verona
Love in the Villa - Innamorarsi a Verona (Love in the Villa) è un film del 2022 diretto da Mark Steven Johnson e rilasciato sulla piattaforma di streaming Netflix il 1 settembre 2022.
Il film è girato principalmente in Italia, a Verona, con un cast che comprende sia attori statunitensi che italiani. 
Nella versione doppiata è completamente in italiano, mentre nella versione originale i personaggi inseriscono, a volte, battute in italiano all'interno dei dialoghi in inglese.

## Trama
Julie è una ragazza amante dei viaggi e del romanticismo, in particolare di Verona, di cui conosce perfettamente la storia di Romeo e Giulietta.
Organizza un viaggio estremamente curato in ogni particolare col suo ragazzo, il quale sentendosi in ansia per la cosa decide di prendersi un periodo di riflessione rinunciando di conseguenza al viaggio. E così Julie spinta dal consiglio degli amici decide di partire da sola.
Una volta arrivata nella splendida villa in affitto si accorgerà che per un errore di prenotazioni, la casa è stata affittata anche a Charlie, commerciante e appassionato di vini.
A causa del Vinitaly, fiera italiana del vino, in città è tutto prenotato e i due sono costretti ad accettare una convivenza forzata, che li porterà prima ad odiarsi, ma poi ad innamorarsi.